# Bảo Lâm (xã)
Bảo Lâm là một xã thuộc huyện Cao Lộc, tỉnh Lạng Sơn, Việt Nam.

## Địa lý
Xã Bảo Lâm có diện tích là 41,29 km², dân số năm 1919 là 2.827 người, mật độ dân số đạt 69 người/km².
Theo thống kê năm 2019, xã Bảo Lâm có diện tích là 41,29 km², dân số là 3.146 người, mật độ dân số đạt 76 người/km².

## Giao thông
Tại xã có Đường tỉnh 746, về phía tây nam nối tới Quốc lộ 1 và phía đông bắc tới Cửa khẩu Pò Nhùng thông thương sang Cửa khẩu Dầu Ải thuộc Quảng Tây, Trung Quốc.